# Spremberg
Spremberg (lågsorbiska: Grodk) är en stad i det tyska länet Spree-Neiße i delstaten Brandenburg, belägen omkring 20 km söder om Cottbus och 80 km nordost om Dresden. Den tidigare kommunen Hornow-Wadelsdorf uppgick i Spremberg 1 januari 2016.

## Geografi

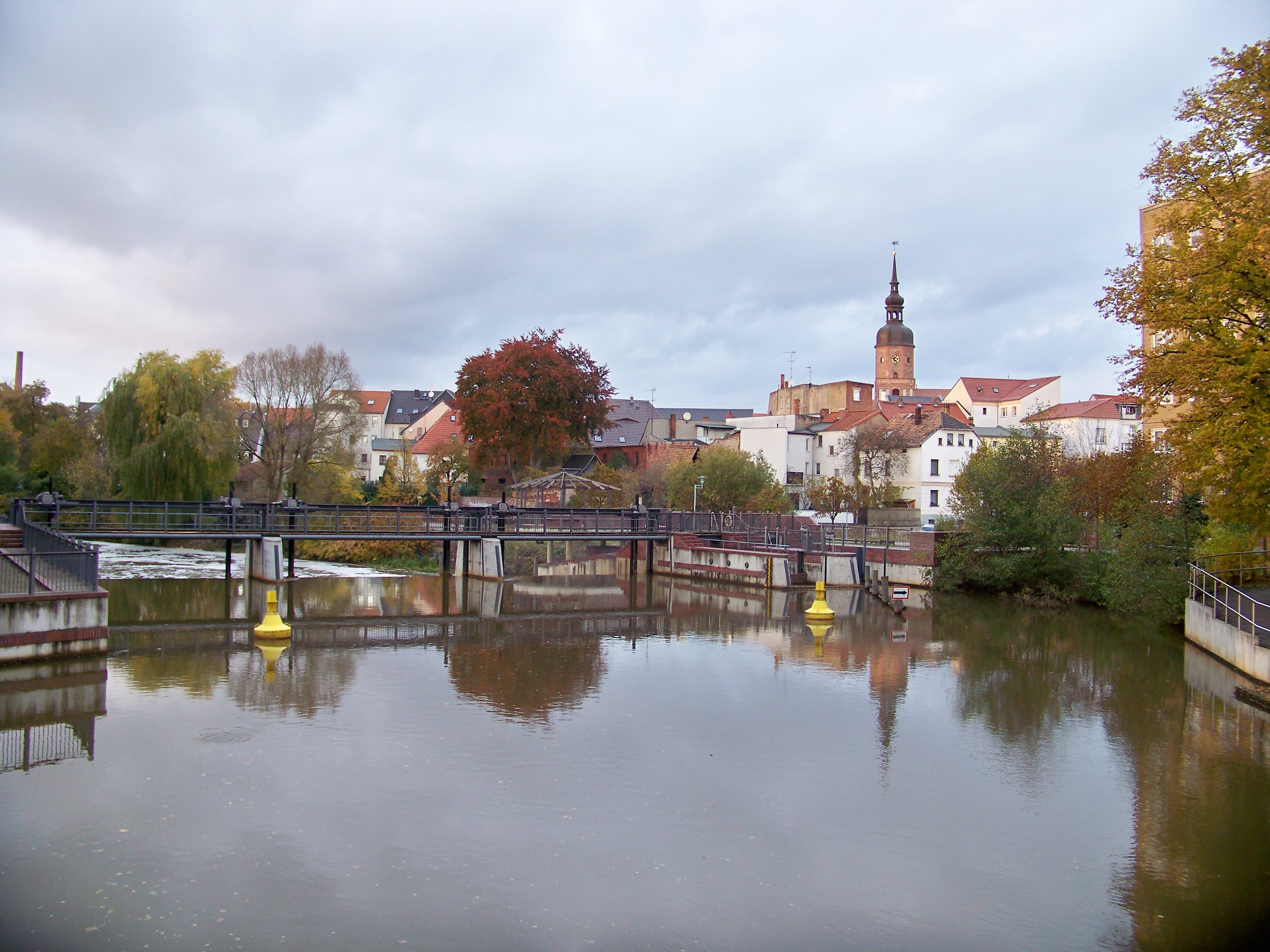
Sprembergs stadskärna vid floden Spree.

Spremberg ligger omkring 20 km söder om Cottbus intill gränsen mot Sachsen. Stadens gamla stadskärna ligger i ett flodslättlandskap, på en ö mellan två armar av floden Spree. Den stora floddammen i närheten av staden utgör ett populärt område för friluftsaktiviteter. 

### Historia som Tysklands medelpunkt
Spremberg ligger idag endast 25 km från Tysklands östra gräns mot Polen men var under Tyska kejsardömet 1871-1918 den geografiska mittpunkten i Tyskland, vilket markeras med en minnessten i staden. Punkten beräknades genom att ta medelvärdet av den högsta och den lägsta breddgraden respektive längdgraden för det tyska kejsarriket. Motsvarande punkt för det återförenade Tyskland ligger sedan 1990 i Niederdorla i västra Thüringen.

### Stadsdelar

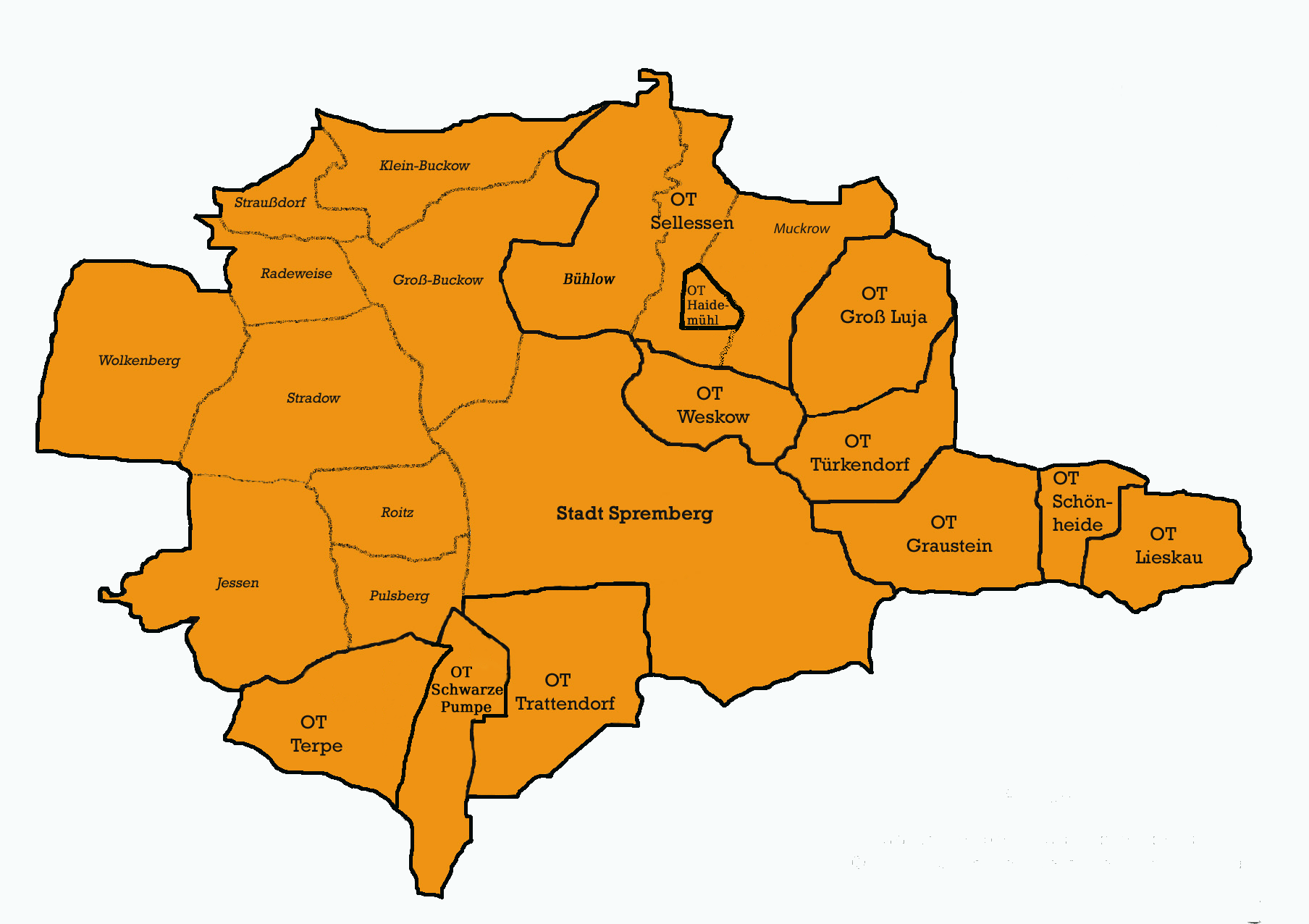
Administrativ indelning

| Spremberg • Bühlow Cantdorf Graustein Groß Buckow Groß Luja Heinrichsfeld Jessen Klein Buckow Kochsdorf Lieskau Muckrow Neu-Haidemühl Pulsberg Radeweise Roitz Schönheide Schwarze Pumpe Sellessen Slamen Stradow Straußdorf Terpe Trattendorf Türkendorf Weskow Wolkenberg • (tyska) | Grodk • Běła Konopotna Syjk Bukow Łojow Šenki Jaseń Bukowk Kochanojce Lěsk Mokre Nowy Gózdź Lutoboŕ Radojz Rajc Prašyjca Carna Plumpa Zelezna Słomjeń Tšadow Tšuckojce Terpje Dubrawa Zakrjow Wjaska Klěšnik • (sorbiska) |

## Befolkning
| År   | Invånare |
| ---- | -------- |
| 1875 | 19 546   |
| 1890 | 20 239   |
| 1910 | 24 472   |
| 1925 | 27 178   |
| 1933 | 29 205   |
| 1939 | 30 989   |
| 1946 | 26 555   |
| 1950 | 27 879   |
| 1964 | 37 222   |
| 1971 | 32 635   |

| År   | Invånare |
| ---- | -------- |
| 1981 | 30 565   |
| 1985 | 30 739   |
| 1989 | 30 195   |
| 1990 | 29 665   |
| 1991 | 29 116   |
| 1992 | 28 843   |
| 1993 | 28 872   |
| 1994 | 29 165   |
| 1995 | 28 935   |
| 1996 | 28 974   |

| År   | Invånare |
| ---- | -------- |
| 1997 | 28 881   |
| 1998 | 28 588   |
| 1999 | 28 407   |
| 2000 | 28 160   |
| 2001 | 27 715   |
| 2002 | 27 376   |
| 2003 | 27 059   |
| 2004 | 26 888   |
| 2005 | 26 416   |
| 2006 | 25 952   |

| År   | Invånare |
| ---- | -------- |
| 2007 | 25 484   |
| 2008 | 25 050   |
| 2009 | 24 718   |
| 2010 | 24 373   |
| 2011 | 22 773   |
| 2012 | 22 618   |
| 2013 | 22 431   |
| 2014 | 22 326   |
| 2015 | 22 232   |
| 2016 | 22 750   |

| År   | Invånare |
| ---- | -------- |
| 2017 | 22 456   |
| 2018 | 22 175   |
| 2019 | 21 998   |
| 2020 | 21 749   |

Detaljerade källor anges i Wikimedia Commons..

## Kommunikationer
Spremberg ligger i korsningen mellan förbundsvägarna Bundesstrasse 97 (Guben-Dresden) och Bundesstrasse 156 (Grossräschen-Bautzen). Närmaste motorväg, A15 finns 17 km norrut vid avfarten Cottbus-Süd.
Spremberg ligger på järnvägssträckan Berlin-Görlitz och järnvägsstationen trafikeras av regionaltåg mot Cottbus samt i andra riktningen mot Görlitz och vidare mot Zittau.